# Abtei Farneta

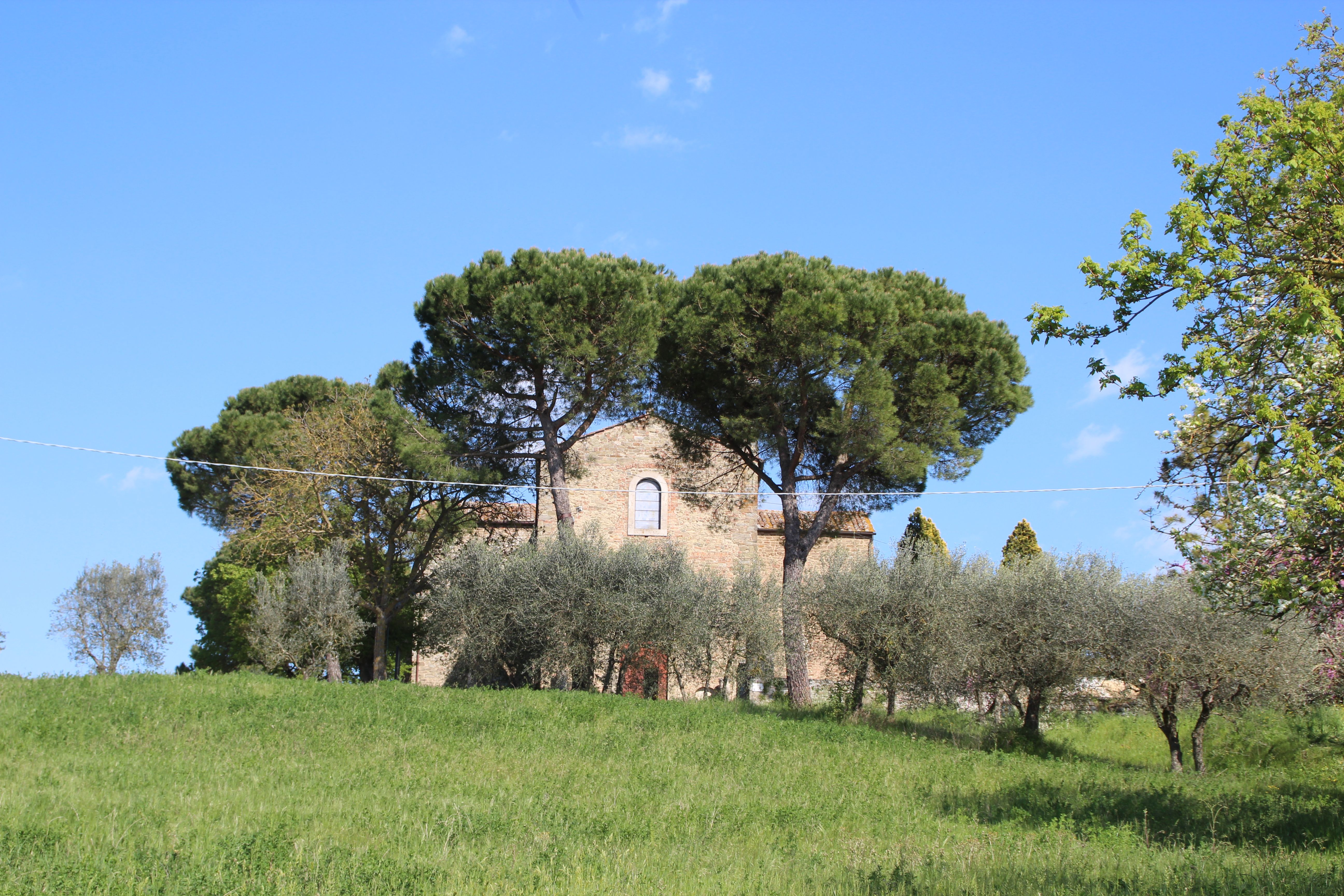
Anblick von Westen

Die ehemalige Abtei von Farneta (lat. Abbatia Farnetensis; ital. Abbazia di Farneta) war ein Benediktinerkloster in der Toskana nahe der Stadt Cortona. Sie ist der Santa Maria Assunta geweiht.

## Lage
Die Abtei liegt im südwestlichen Gemeindegebiet ca. 10 km von Cortona entfernt an der Straße von Cortona nach Foiano della Chiana in den Hügeln der Colline del Chiucio im Tal Val di Chiana. Sie gehört zur Kirchengemeinde Montecchio im Bistum Arezzo-Cortona-Sansepolcro.

## Geschichte

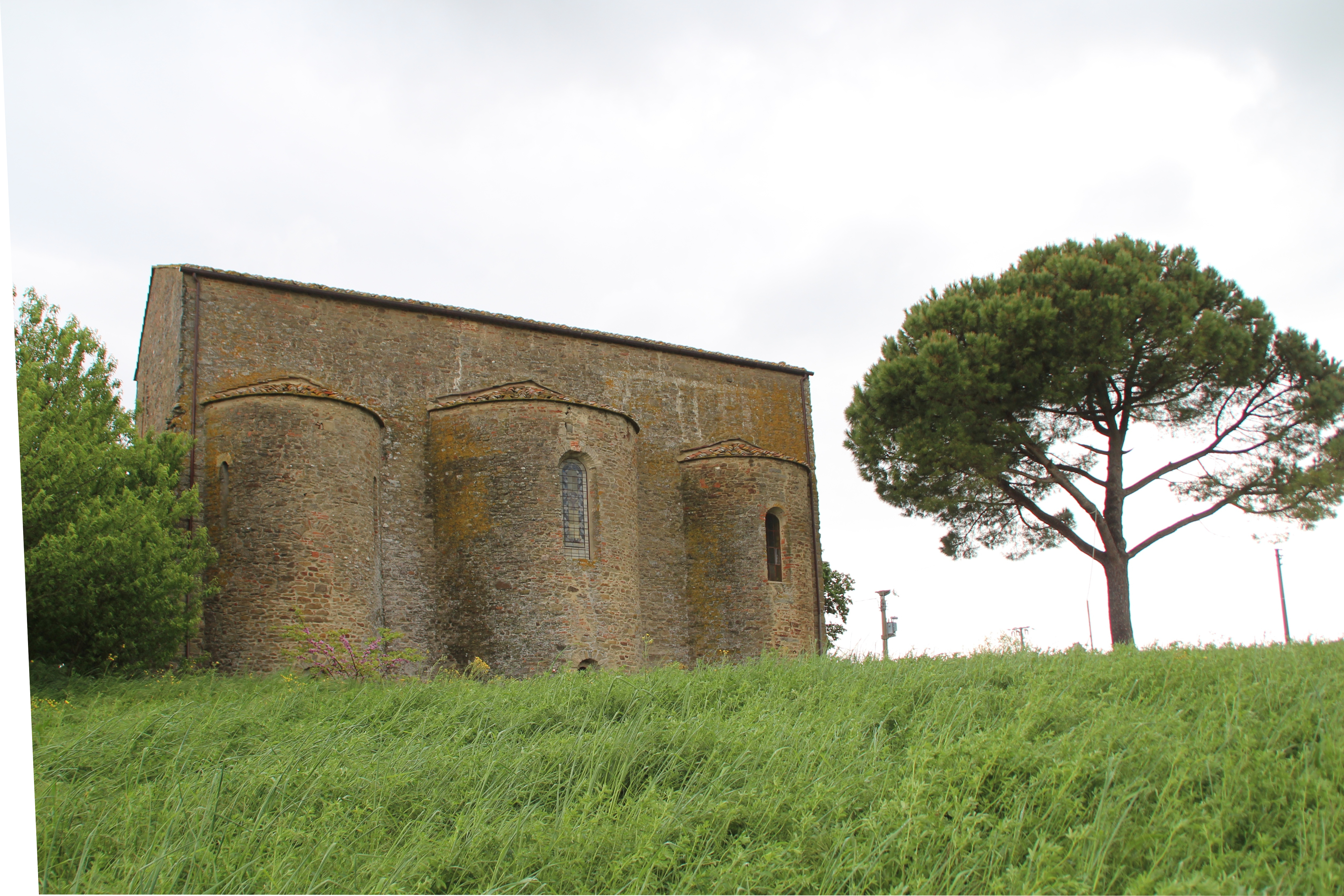
Die drei Apsiden auf der Ostseite

Die Abtei wurde als Kloster der Benediktiner im 9. oder 10. Jahrhundert gegründet. Das älteste erhaltene Dokument ist ein Privilegio aus Rom an Oddone abate di Farneta  aus dem Jahr 1014.
Im 13. Jahrhundert beherrschte die Abtei große Teile des Val di Chiana. Im 16. Jahrhundert übernahmen sie Olivetanermönche der Abtei Monte Oliveto Maggiore, danach begann der Niedergang. 1780 übernahmen die Priester der Diözese von Cortona das Kloster, 1799 wurde es verlassen.

### Krypta
Die Krypta stammt aus dem 9. oder 10. Jahrhundert. 1940 wurde sie wiederentdeckt und ausgegraben, nachdem sie jahrhundertelang verschüttet gewesen war. Sie hat drei Apsiden, die an den Seiten je drei und in der Mitte vier kleeblattartige Nischen haben. Die Säulen darin sind Spolien und stammen aus verschiedenen römischen Gebäuden der Umgebung, was die unterschiedlichen Formen und Materialien auch der Kapitelle erklärt. Bei einer der Säulen aus rosa Granit wurde eine Herkunft aus Assuan nachgewiesen. Die auffallende kannelierte ionische Säule besteht aus Travertin.
Zu sehen ist nur der obere Teil der Säulen. Sie setzen sich in der Erde fort, um der Krypta größere Stabilität zu verleihen. Der heutige Fußboden aus Tonplatten wurde willkürlich angelegt. Er entspricht nicht dem ursprünglichen Bodenniveau, von sich keine Spuren erhalten haben.
Außen um die Apsiden herum führt die «Viale delle absidi». Sie wurde anlässlich der Ausgrabung und Wiederherstellung der Krypta angelegt. Zudem soll sie verhindern, dass Feuchtigkeit ins Mauerwerk eindringt.

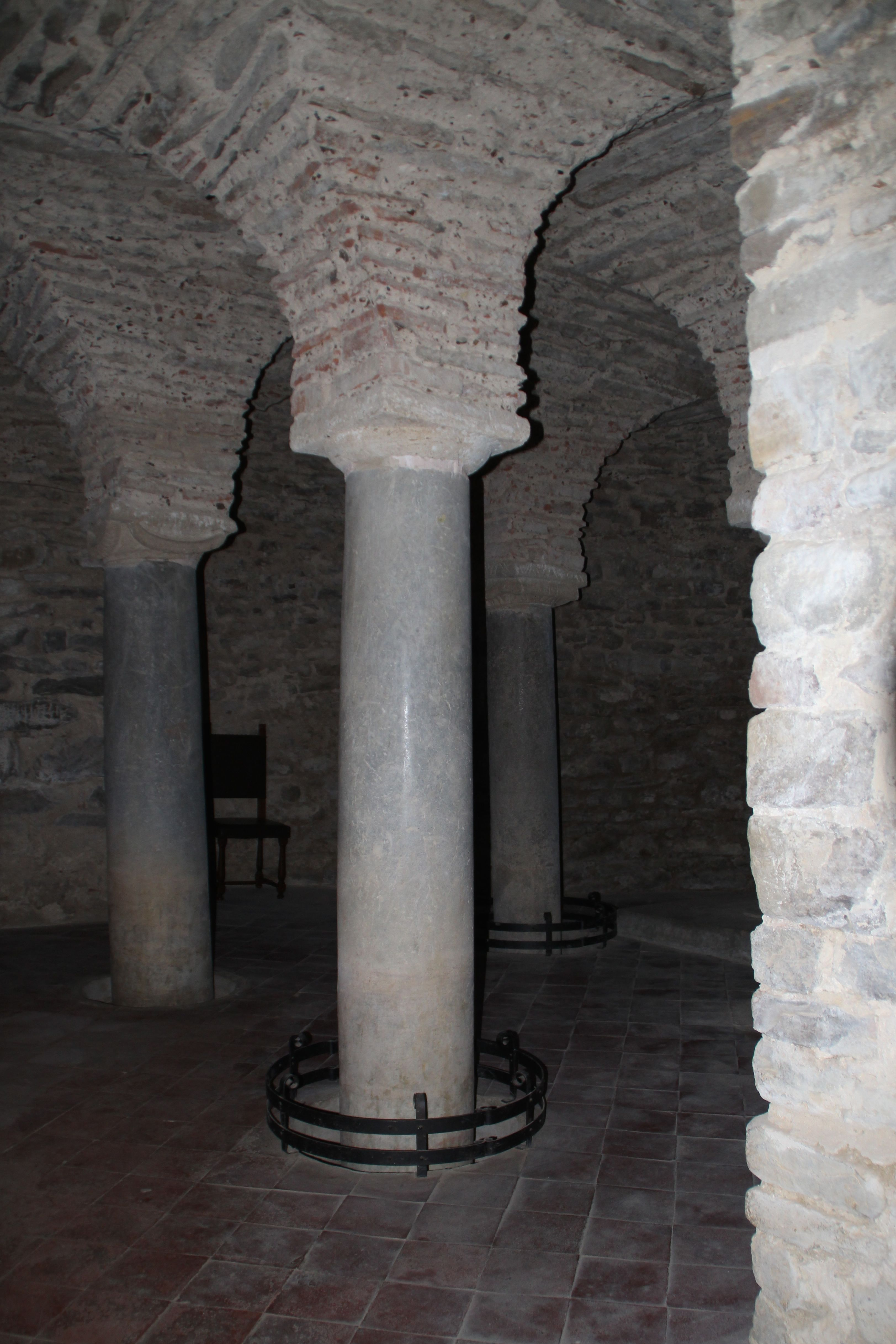
Säulen in der Krypta
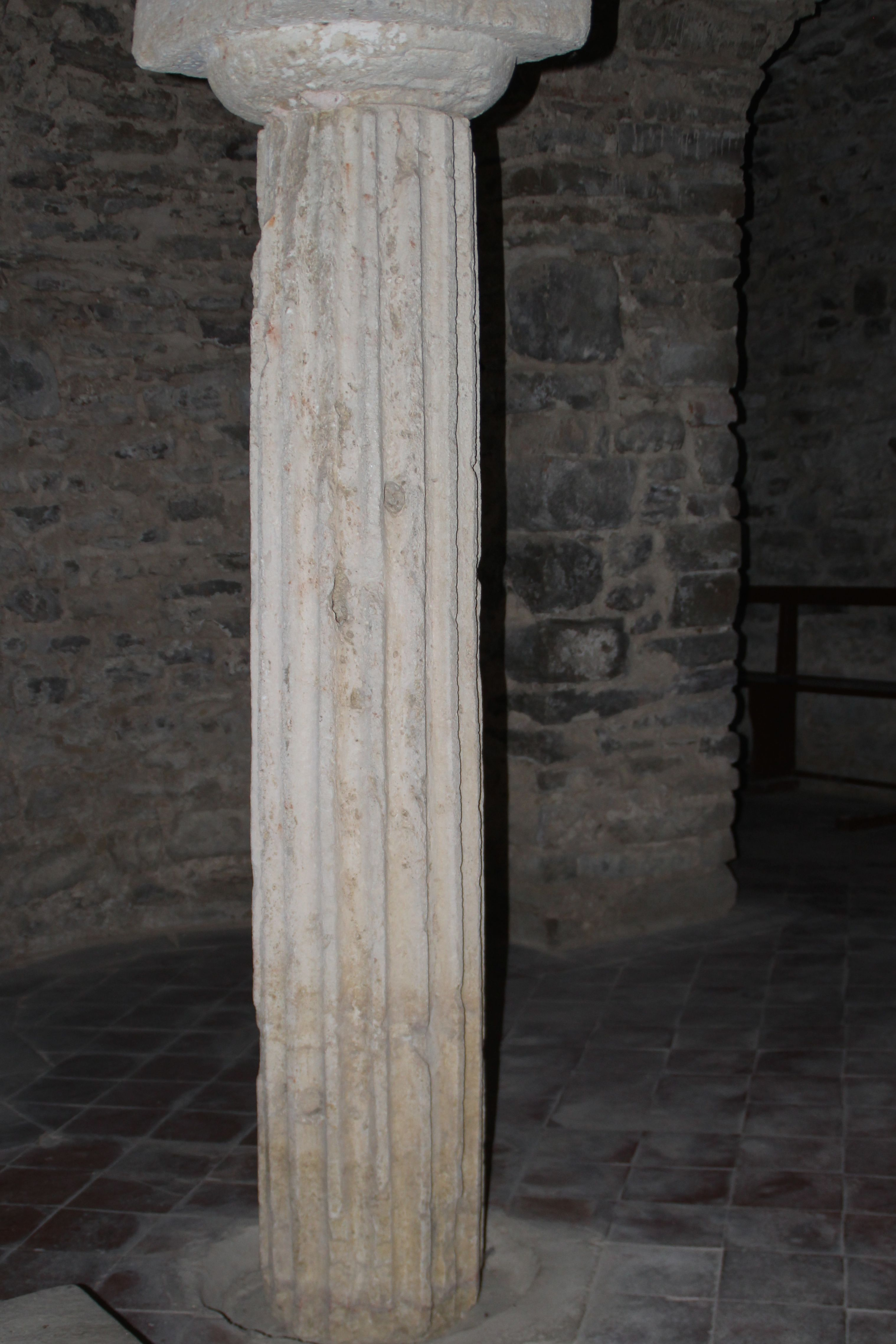
Kannelierte Säule
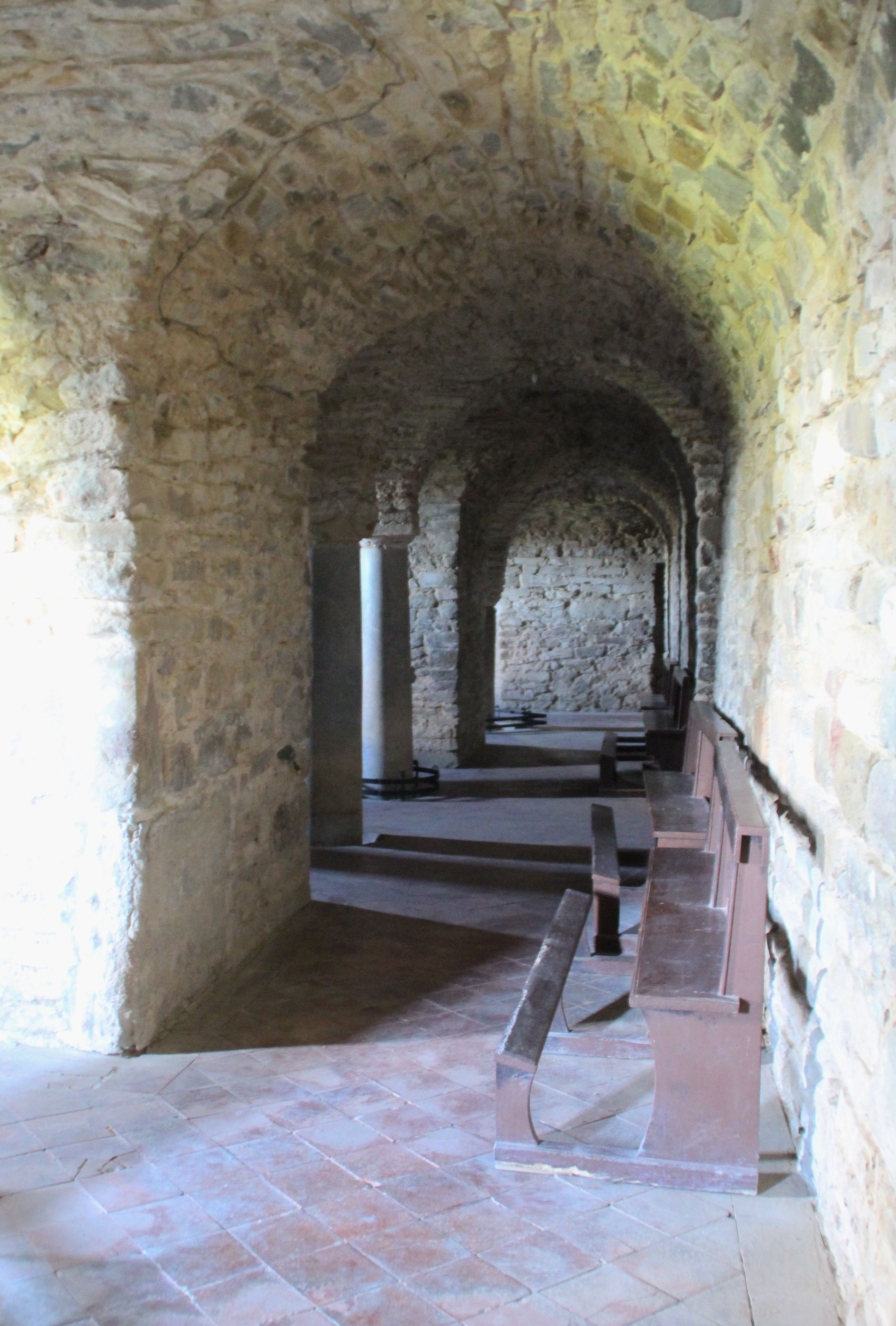
Blick quer durch die Krypta
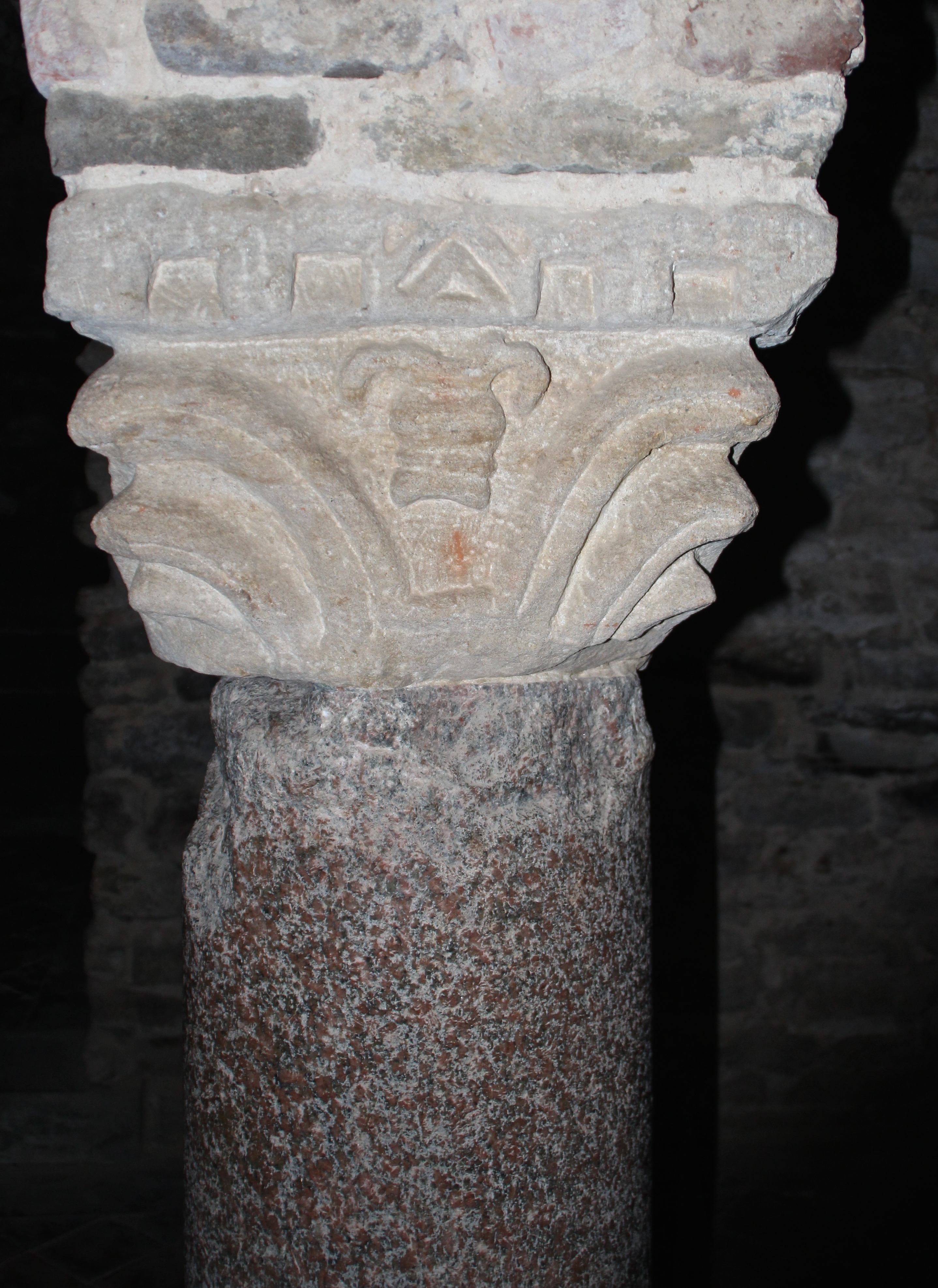
Kapitell auf der roten Granitsäule
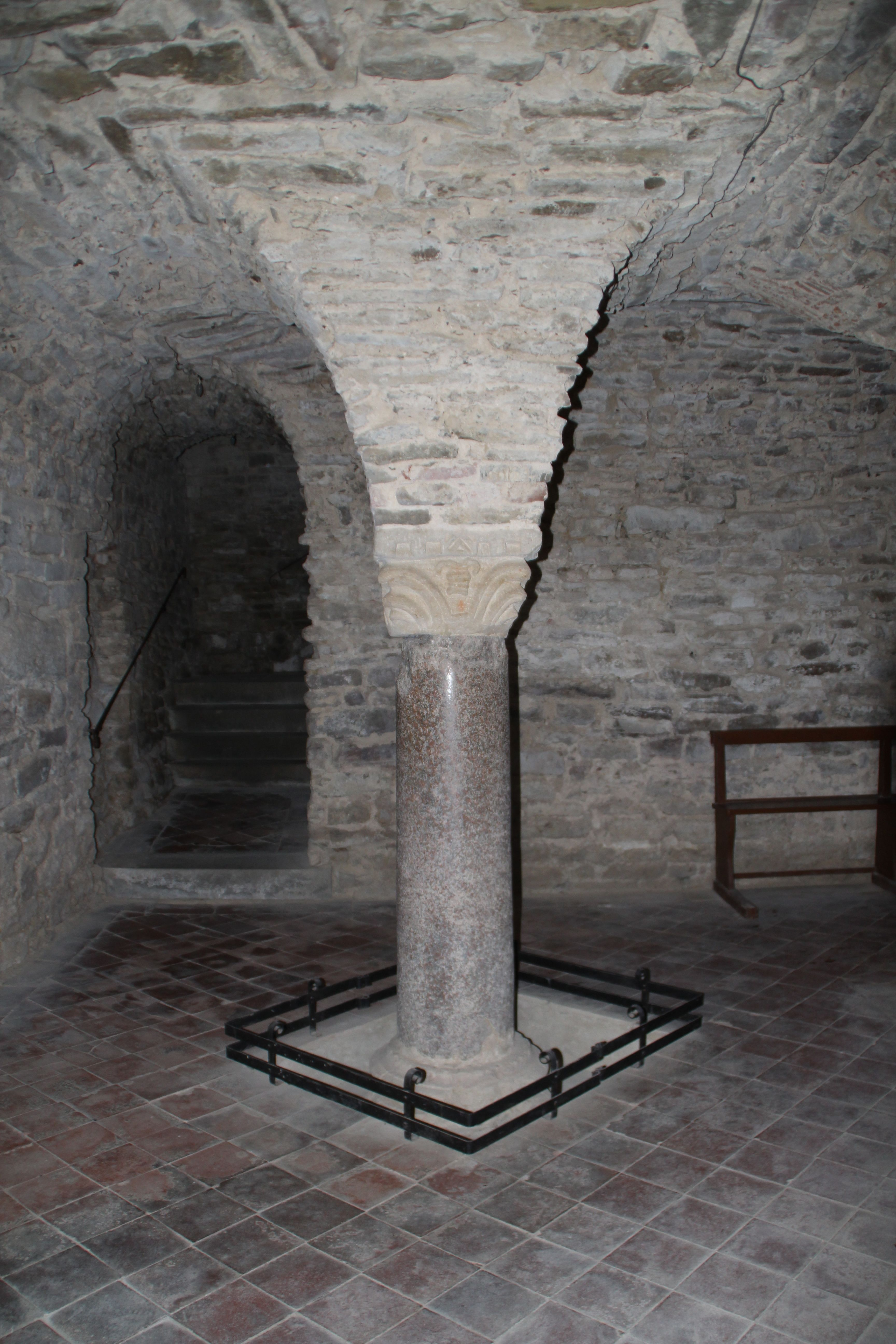
Rote Granitsäule

### Kirche
Ende des 18. Jahrhunderts wurde die geostete Kirche um 14 Meter verkürzt und zu Beginn des 19. Jahrhunderts wurde der Glockenturm abgerissen. Ab 1937 folgte eine Restaurierung des Innenraumes.
Das Weihwasserbecken aus Sandstein stammt aus dem 5. oder 6. Jahrhundert, der sechseckige Taufstein aus dem Jahr 1712. Das Glasfenster in der Mitte zeigt den Erzengel Michael und wurde 1943 zu Ehren eines im Krieg in Tunesien gefallenen Piloten von der Firma Armando Bruschi aus Florenz hergestellt.
Im rechten Querschiff sind drei Fresken zu sehen. Das größte zeigt Madonna von Loreto mit dem heiligen Sebastian und dem Pestheiligen Rochus. Das zweite Bild zeigt Santa Lucia, das dritte Petrus, von dem jedoch praktisch nichts mehr zu erkennen ist.
Die große stehende Christusfigur besteht aus Holz und stammt aus dem 16. Jahrhundert.
Seit 2006 gibt es das kleine Museum Centro di Interpretazione delle Raccolte Don Sante Felici.

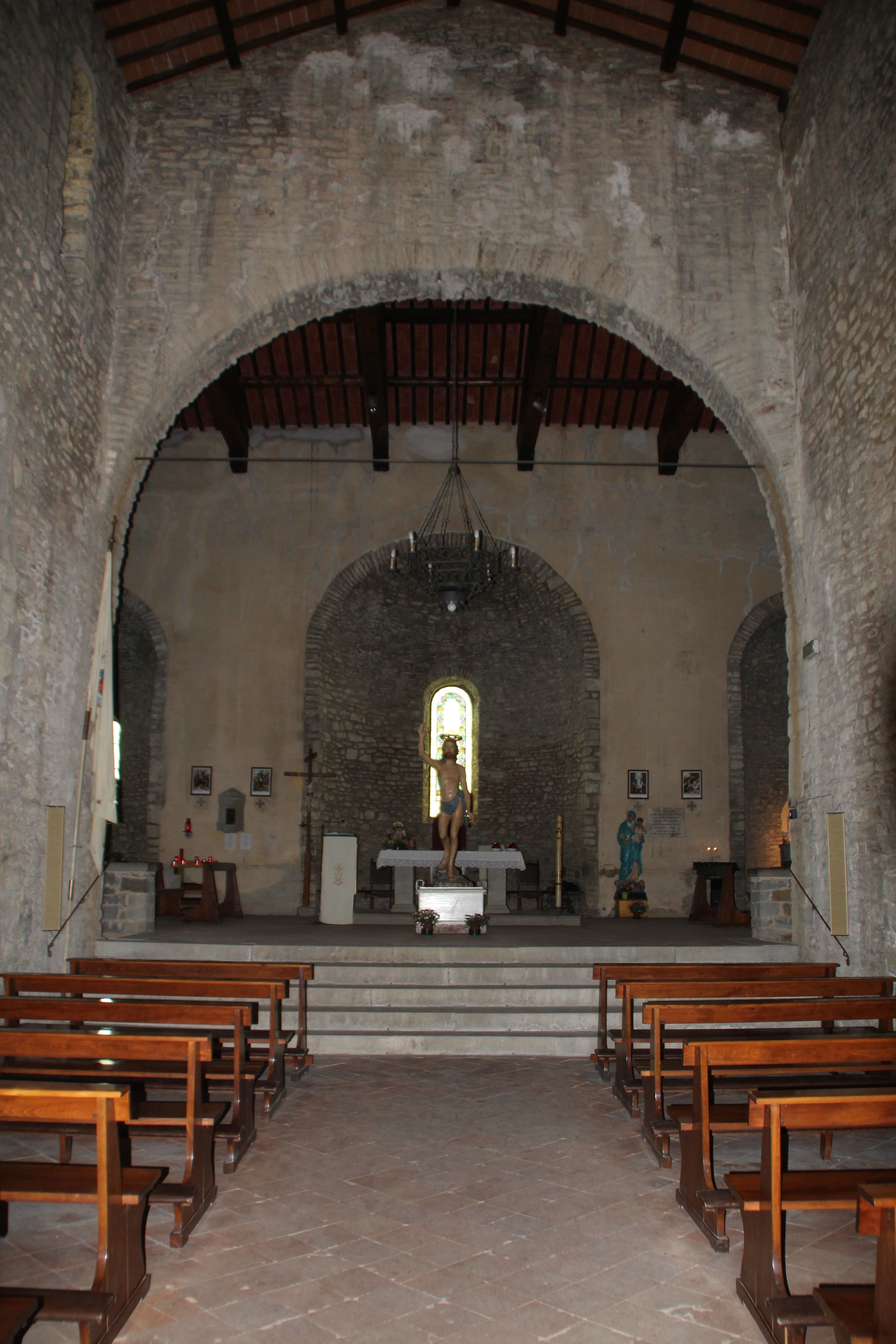
Blick zum Chor
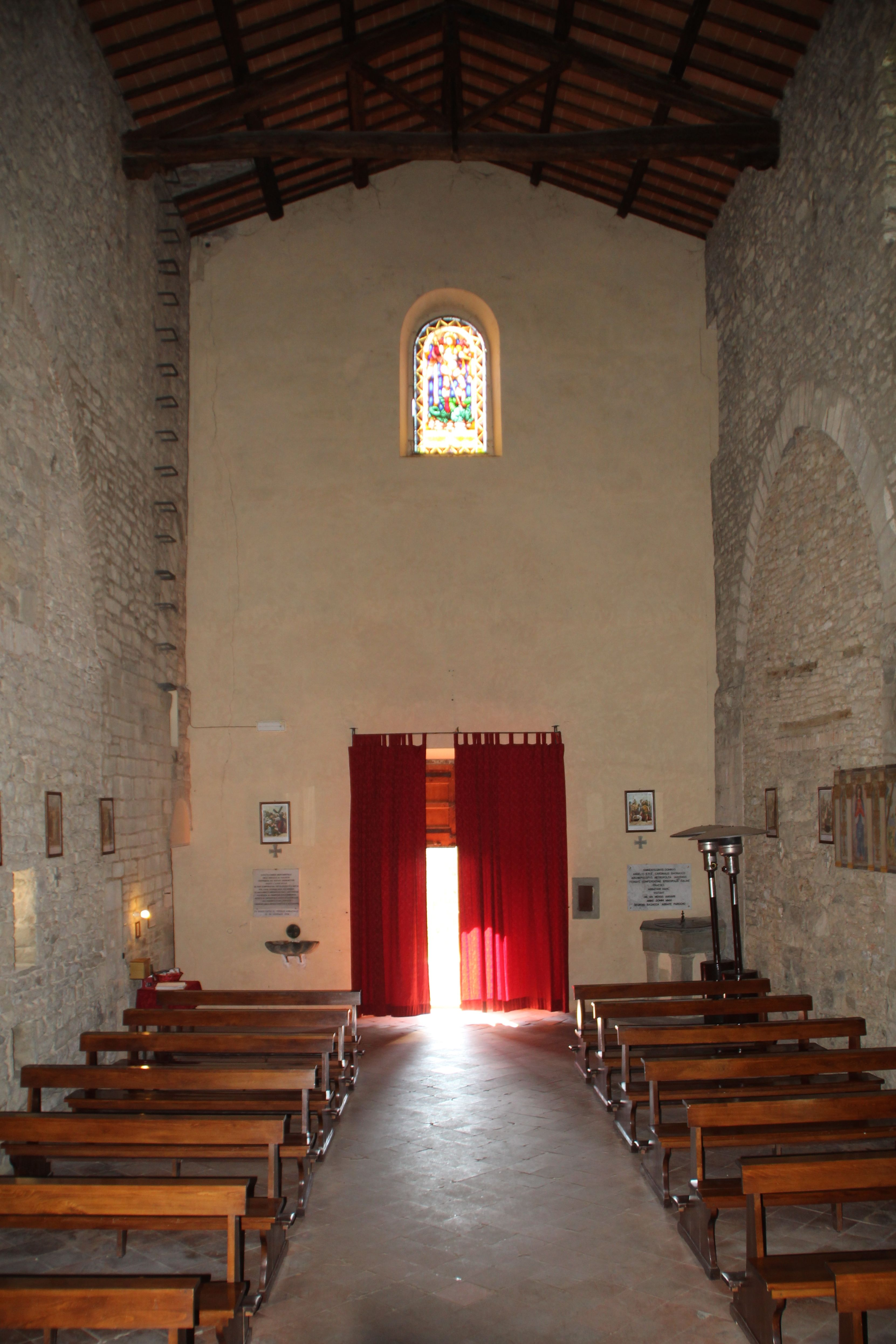
Eingang
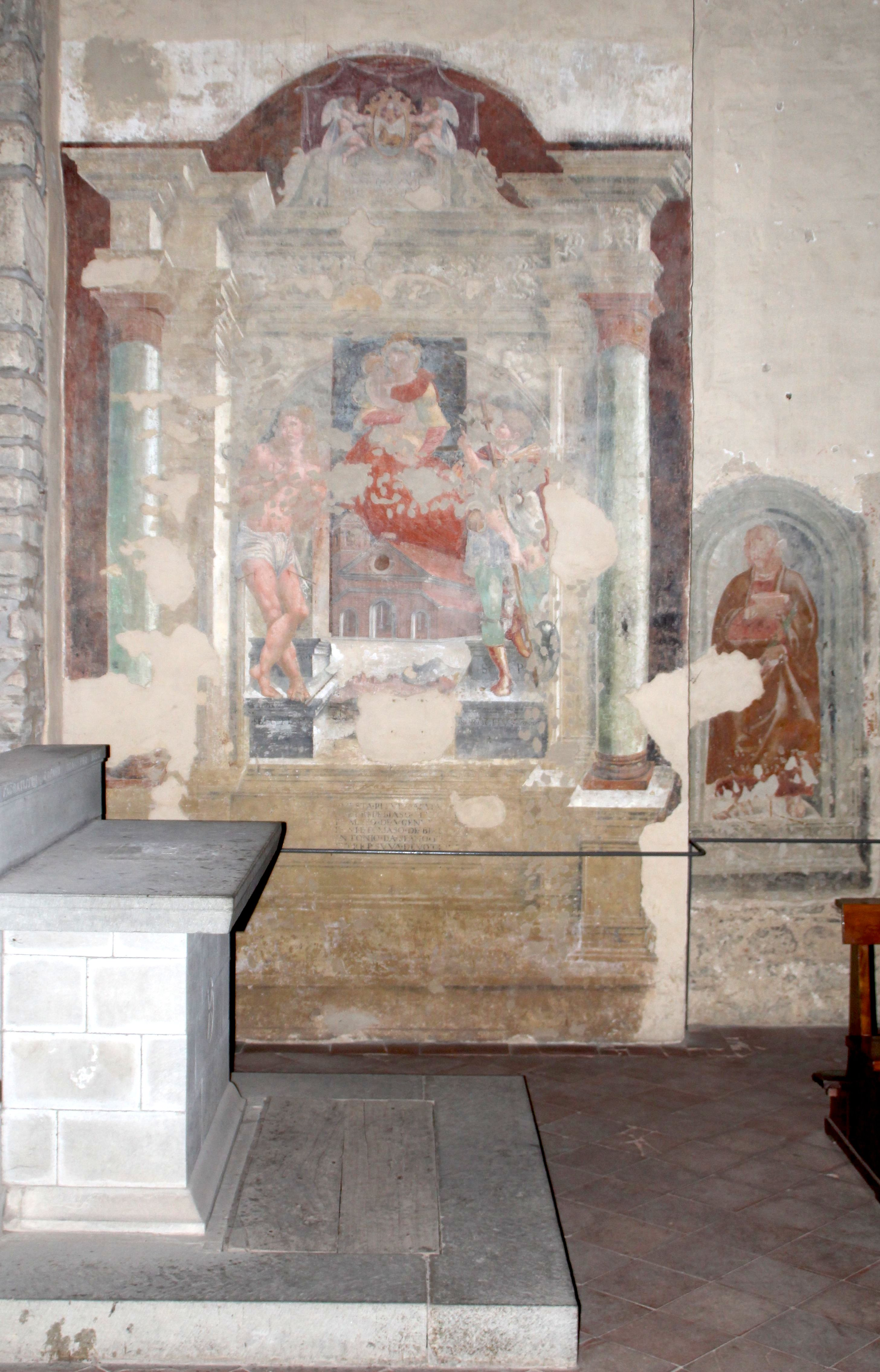
Fresken
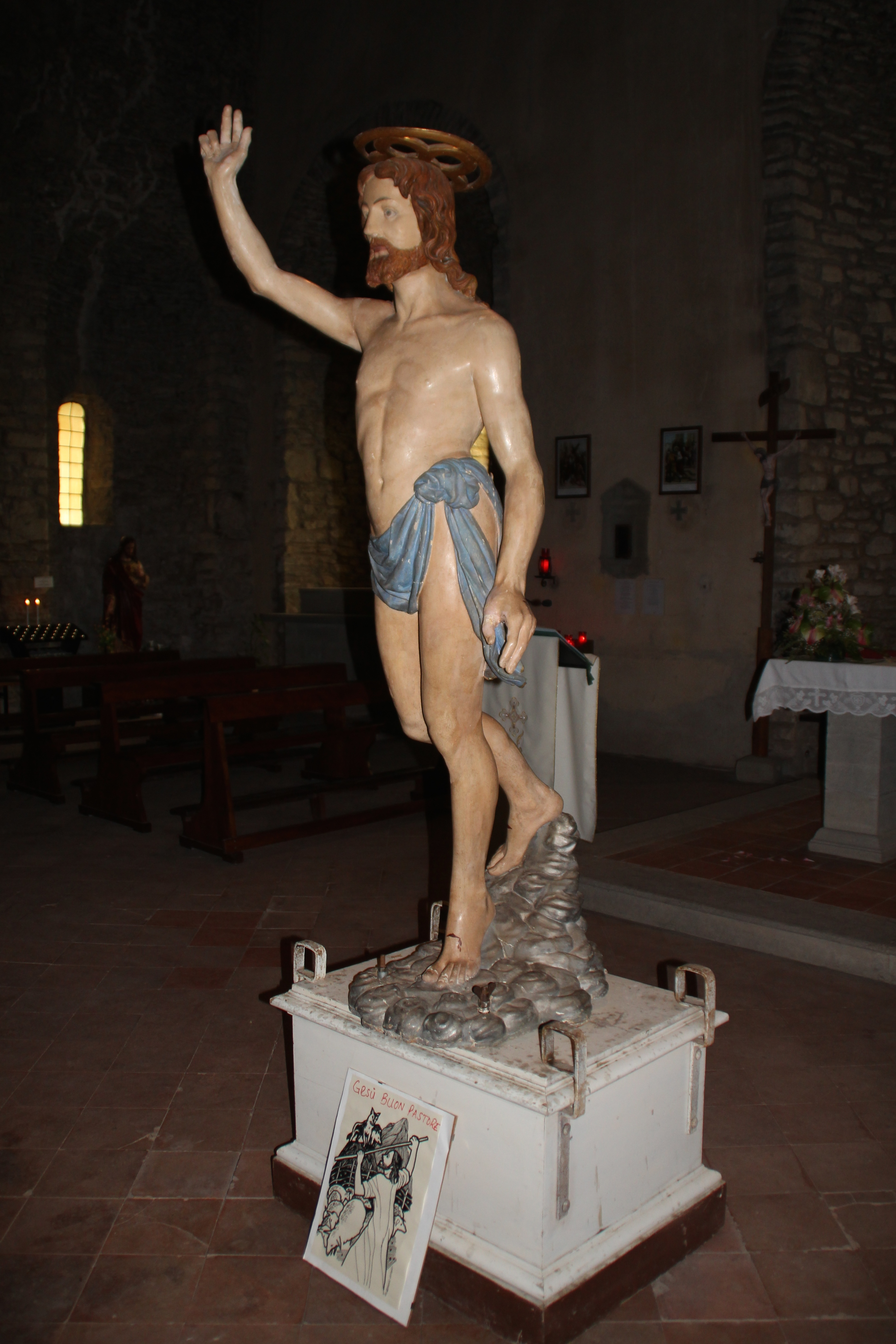
Hölzerne Christusfigur